# Herminie Vaneukem
Herminie Vaneukem (aussi orthographié Vaneuken, Waneukem, Waneuken) de son nom d'état-civil Hermine Waneukem, est née le 18 avril 1889 à Strépy-Bracquegnies en province de Hainaut, est une espionne et couturière belge. Durant la Première Guerre mondiale, elle travaille pour le réseau Carlot-Louis qui surveille les mouvements ferroviaires. Arrêtée, elle est condamnée à mort, puis, après une grâce, sa peine est ramenée aux travaux forcés à perpétuité.   

## Biographie
Le mystère entourant ses origines tient probablement à l'imprécision des informations diffusées dans la presse au moment du grand procès de Mons et ce tant dans les journaux belges publiés sous censure allemande qu'à l'étranger ainsi qu'à l'enquête expéditive menée par l'occupant allemand qui s'est essentiellement reposé sur les aveux de Lampert.
Hermine Joséphine Julie Waneukem est née le 18 avril 1889 à Strépy-Bracquegnies dans la région du Centre. Son père Arille Vaneukem (Waneukem) est poseur de rails aux Chemins de fer de l'Etat et est originaire de la région rurale de Jurbise au nord de Mons où son père était facteur des postes. Le 3 décembre 1888, il épouse à Masnuy-Saint-Jean Marie Briffeuil, servante. Hermine est leur premier enfant et hérite du prénom d'une de ses tantes du côté paternel, elle-même couturière.
Elle travaille comme couturière à Bruxelles. Alors qu'elle n'a qu'une vingtaine d'années, elle est recrutée, par l'intermédiaire de son père lui-même porteur occasionnel de courriers, par Adolphe Lampert pour le réseau d'espionnage belge Carlot-Louis de Victor Ernest, député socialiste suppléant de Charleroi et échevin de Jumet. Le réseau surveille les convois ferroviaires allemands et transmet ces renseignements via les Pays-Bas au service de renseignement britannique Cameron. Herminie Vaneukem est coursière pour le réseau sous le nom de code « Rosette ».  La fonction des coursiers est dangereuse, les contrôles sont fréquents, la liberté de mouvement réduite et les laissez-passer chers et difficiles à obtenir,. Les coursiers sont rémunérés de trois à six francs belges par jour, plus les frais de déplacement . Herminie Vaneukem accomplit sa mission de délivrer les courriers avec succès, mais les destinataires sont souvent réticents à participer à des activités d'espionnage. 
Parti du Hainaut, le réseau étend ses activités vers le Brabant et la Flandre orientale mais les premiers membres sont arrêtés au printemps 1915 par la Polizeistelle de Bruxelles et plusieurs d'entre eux sont exécutés au Tir national. 
Adolphe Lampert, qui a succédé à Victor Ernest, réfugié aux Pays-Bas, est arrêté en décembre 1915. Il passe aux aveux et accepte de travailler pour la police allemande. Le réseau Carlot-Louis tombe en février 1916. Herminie Vaneukem est arrêtée.
Elle comparaît avec 2 autres femmes et 36 hommes membres du réseau à Mons devant le Feldgericht, dans ce qu'on appelle Le grand procès de Mons. En raison du nombre inhabituel de prévenus, l'audience se tient dans la salle des redoutes du théâtre de Mons
Le procès a lieu les 29 février et 1er mars 1916.
L'avocat d'Herminie Vaneukem, Thomas Braun du Comité de défense gratuite des belges devant les juridictions allemandes, n'a eu ni la possibilité de s'entretenir avec sa cliente ni de consulter le dossier. Il prononce une plaidoirie vibrante, insistant sur sa jeunesse :
« Messieurs les généraux, plusieurs d'entre vous, sûrement, ont des filles de l'âge d'Herminie ; elles en ont la fraîcheur, elles en ont les chansons. Un jour viendra où il vous sera donné de les revoir, de les embrasser, de vous retrouver avec elles dans la paix et la chaleur de votre foyer. Au coin du feu, sous la douce lumière de la lampe familiale, un soir, elles vous interrogeront et vous diront : « Père, raconte-nous donc les belles histoires du temps où tu faisais la guerre » Vous accéderez à leur désir, parce qu'il n'est point de père, allemand, belge ou français, qui ne cède à semblable requête. Vous leur parlerez du procès de Mons, le plus important procès d'espionnage surgi à ce jour ; vous leur parlerez — vous ne pourrez pas ne pas parler — de la petite Herminie, du rôle qu'elle a joué, de la façon dont elle l'a joué… Et lorsque votre fille, mon général, vous demandera, anxieusement, ses yeux dans vos yeux : « Père, toi qui tenais le sort de cette jeune fille entre tes mains, qu'as-tu fait ? » Dites-moi, qu'aimerez-vous mieux pouvoir lui répondre : « Je l'ai fait fusiller » ou « Je l'ai graciée » ? »
Le ministère public requiert contre Herminie Vaneukem une double condamnation à mort et dix ans de prison, le Conseil de guerre prononce une sentence de condamnation à mort. Mais le tribunal introduit lui-même un recours en grâce qui fait commuer la peine en travaux forcés à perpétuité. La forte réaction internationale à la suite de l'exécution d'Edith Cavell a sans doute joué en faveur d'Herminie Vaneukem. Cependant, la condamnation à mort de Gabrielle Petit, prononcée un peu plus tard, a bien été exécutée.
Sur les 17 condamnations à mort requises par le ministère public lors du procès, neuf ont été prononcées par le Conseil de guerre et sept ont été exécutées dès le lendemain du prononcé, le matin du 2 mars 1916. Les deux condamnés graciés sont Herminie Vaneukem et Adolphe Lampert.
Herminie est envoyée dans deux camps différents en Allemagne : tout d’abord à Siegburg, puis en Saxe. Elle est libérée le 11 novembre 1918. Son père, condamné à 15 ans de prison pour avoir travaillé pour le réseau dans la région de Charleroi, est lui aussi interné dans un camp allemand.
Adolphe Lampert est condamné en février 1922 à vingt ans de prison pour sa collaboration avec l'ennemi par la Cour d'assises du Brabant. Lors du procès, l'avocat de la défense essaya de mettre le doute sur le patriotisme d'Herminie Vaneukem, témoin au procès, qui, elle aussi, serait passée aux aveux. Après le prononcé du verdict, le président de la Cour la fait appeler et lui déclare « Mademoiselle, votre nom a souvent été jeté dans ces débats et peut-être vous a-t-on fait une réputation que rien ne justifiait, je suis ici l'interprète de la Cour et du jury pour vous dire que nous vous considérons tous comme une excellente patriote. » Le Journal de Bruxelles rapporte dans son édition du 4 février 1922 qu'après cette intervention du président les applaudissements crépitèrent « dans l'auditoire à l'adresse de la brave jeune fille ». 
Le 8 juillet 1928, elle est présente lors de l'inauguration officielle du Monument aux sept fusillés du Camp de Casteau, c'est l'une des dernières apparitions notables et publiques de la résistante.
Hermine Vaneukem est décédée à Erbisœul en septembre 1972 où elle est enterrée dans le cimetière communal. Lors des journées du patrimoine de 2021, elle est faite citoyenne d'honneur de la commune de Jurbise par les autorités communales.